# Sagrado

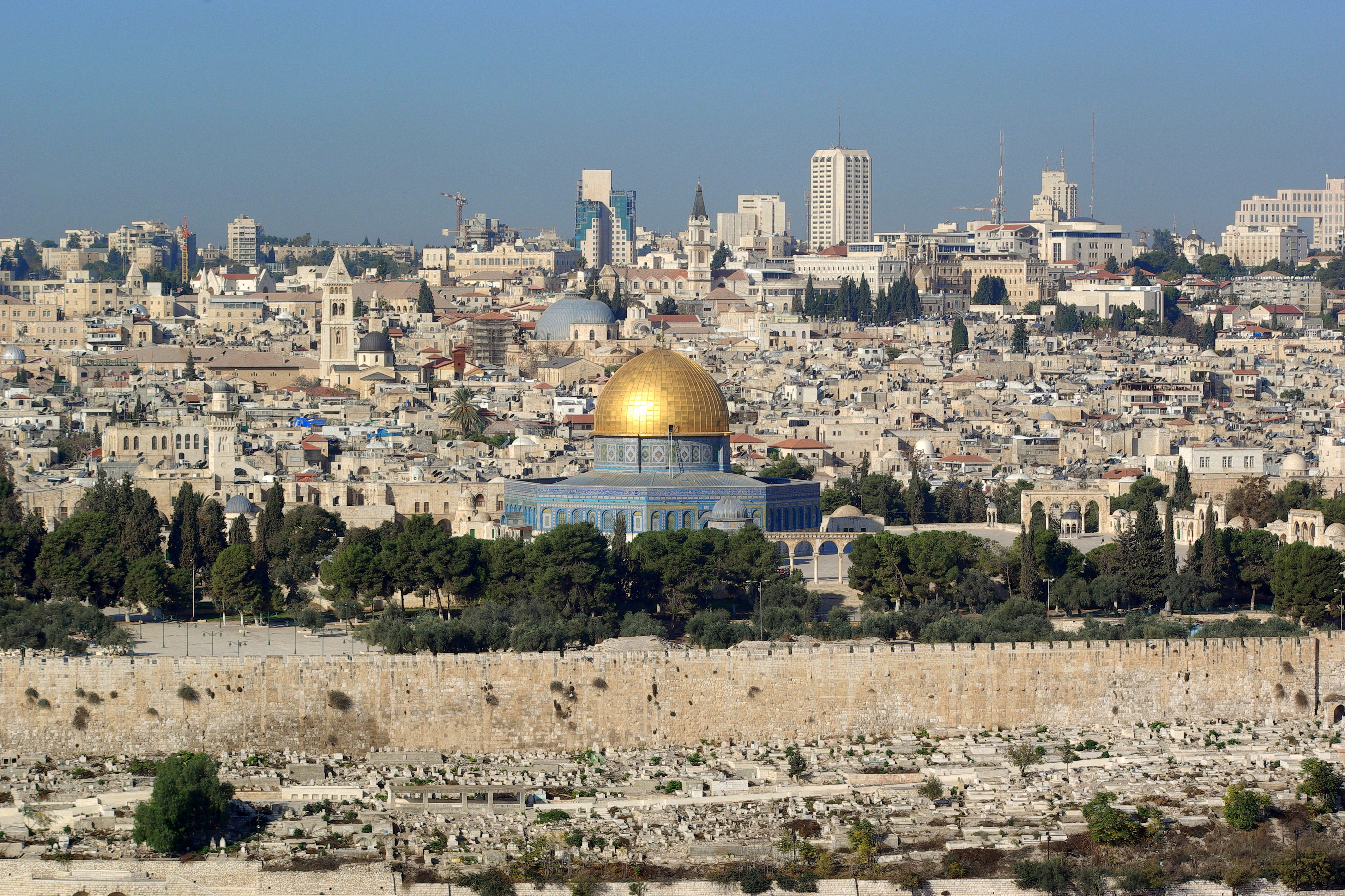
Jerusalém é uma cidade considerada sagrada por judeus, cristãos e muçulmanos.

Sagrado tem dois sentidos, o primeiro de adjetivo: algo que é sagrado por estar associado ao segundo sentido, de substantivo (do termo latino sacratu) que se refere a algo que merece veneração ou respeito religioso por ter uma associação com uma divindade ou com objetos considerados divinos.

## Conceito de Sagrado
O sagrado, como substantivo, se relaciona com a santidade e é típico de religiões monoteístas. Santidade é, em geral, o estado de ser santo (percebido pelos religiosos como os indivíduos associados com o divino) ou sagrados (considerados dignos de respeito e devoção espiritual, ou que inspiram temor ou reverência entre os crentes em um determinado conjunto de ideias espirituais). Em outros contextos, os objetos são muitas vezes considerados santos ou sagrados, se utilizado para fins espirituais, como o culto dos deuses ou serviço. Estes termos também podem ser usados em um contexto não espiritual ou semiespiritual ("sagradas verdades", em uma constituição, por exemplo).
Muitas vezes, é atribuída a pessoas ("um homem santo" de profissão religiosa, "santo profeta", que é venerada por seus seguidores), objetos ("sagrado artefato" que alguém adorava), tempos ("dias santos" da introspecção espiritual, tais como durante os feriados religiosos), ou lugares ("solo sagrado", "lugar sagrado"). O sagrado é todo e qualquer objeto (abstrato ou concreto) ao qual se atribui um poder, uma força sobrenatural capaz de realizar aquilo que os homens julgam impossível e de interferir ou, até mesmo, comandar os acontecimentos naturais.
A palavra "sagrado" provém do termo latino sacrum, que se referia aos deuses ou a alguma coisa em seu poder. Foi geralmente concebido de forma especial, como referindo-se à área em torno de um templo. Já o termo "santo" vem de sanctus, significando "que tem caráter sagrado, augusto, venerando, inviolável, respeitável, purificador".